# Paweł Sztwiertnia
Paweł Sztwiertnia (ur. 1966) – polski lekarz, urzędnik państwowy, menadżer, ekspert w zakresie organizacji i finansowania ochrony zdrowia, w latach 2004–2005 podsekretarz stanu w Ministerstwie Zdrowia, dyrektor generalny Związku Pracodawców Innowacyjnych Firm Farmaceutycznych INFARMA.

## Życiorys
Jest synem lekarzy: Ryszarda (zm. 1988) i Danuty Sztwiertniów. Wychowywał się w Skoczowie. Ukończył studia lekarskie na Wydziale Lekarskim Akademii Medycznej w Krakowie oraz studia w Krajowej Szkole Administracji Publicznej w Warszawie. Był zatrudniony w Ministerstwie Finansów, gdzie w latach 2001–2004 zajmował stanowisko zastępcy dyrektora Departamentu Finansowania Sfery Budżetowej Ministerstwa Finansów. W latach 2003–2004 z nominacji Ministra Finansów był członkiem Rady Narodowego Funduszu Zdrowia, natomiast w latach 2004–2005 podsekretarzem stanu w Ministerstwie Zdrowia. W latach 2005–2008 był wicedyrektorem Szpitala Wolskiego w Warszawie. Od 2008 dyrektor generalny w Związku Pracodawców Innowacyjnych Firm Farmaceutycznych INFARMA.
Jest bratem Grzegorza Sztwiertni.